# Pescara Calcio 2001-2002
Questa pagina raccoglie le informazioni riguardanti il Pescara Calcio nelle competizioni ufficiali della stagione 2001-2002.

## Stagione
Nella stagione 2001-2002 il retrocesso Pescara disputa il girone B del campionato di Serie C1, raccoglie 53 punti con il quarto posto in classifica. Disputa i Play-off ma non supera la doppia semifinale contro il Catania. Allenato da Ivo Iaconi disputa un ottimo girone di andata, nel quale ha messo insieme 31 punti, secondo dietro all'Ascoli, ed un girone di ritorno deludente, nel quale ha raccolto 22 punti. A maggio nella prima semifinale supera (1-0) il Catania, ma perde il ritorno con lo stesso punteggio, passa quindi in finale il Catania, che era giunto secondo in campionato, alle spalle del promosso Ascoli. Con 10 reti il miglior realizzatore pescarese è stato il marchigiano Massimiliano Fanesi. La squadra abruzzese partecipa anche alla Coppa Italia nazionale inserita nel girone 6, vinto dal Messina, vincendo una sola partita (1-2) a Crotone. Poi nella Coppa Italia di Serie C il Pescara entra in scena nei sedicesimi di finale superando il Taranto, negli ottavi di finale supera il Lanciano, mentre nei quarti di finale viene eliminato dal Livorno.

## Rosa
| N. |                     | Ruolo | Calciatore          |
| -- | ------------------- | ----- | ------------------- |
|    | Italia (bandiera)   | P     | Daniele Addario     |
|    | Germania (bandiera) | D     | Giuseppe Antonaccio |
|    | Italia (bandiera)   | C     | Pasquale Apa        |
|    | Italia (bandiera)   | A     | Fabio Artico        |
|    | Italia (bandiera)   | C     | Michele Baldi       |
|    | Italia (bandiera)   | P     | Domenico Cecere     |
|    | Italia (bandiera)   | C     | Daniele Croce       |
|    | Italia (bandiera)   | D     | Francesco D'Addasio |
|    | Italia (bandiera)   | D     | Andrea Da Rold      |
|    | Italia (bandiera)   | C     | Guido Di Fabio      |
|    | Italia (bandiera)   | A     | Massimiliano Fanesi |
|    | Italia (bandiera)   | A     | Nico Franchetti     |
|    | Italia (bandiera)   | D     | Carlo Mammarella    |
|    | Italia (bandiera)   | A     | Francesco Marino    |
|    | Italia (bandiera)   | A     | Antonio Mastracchio |
|    | Italia (bandiera)   | D     | Vittorio Micolucci  |

| N. |                   | Ruolo | Calciatore         |
| -- | ----------------- | ----- | ------------------ |
|    | Italia (bandiera) | C     | Luca Minopoli      |
|    | Italia (bandiera) | D     | Tiziano Mucciante  |
|    | Italia (bandiera) | C     | Ottavio Palladini  |
|    | Italia (bandiera) | D     | Marco Pomante      |
|    | Italia (bandiera) | C     | Luca Puccinelli    |
|    | Italia (bandiera) | D     | Dario Rossi        |
|    | Italia (bandiera) | C     | Davide Ruscitti    |
|    | Italia (bandiera) | D     | Mirco Sadotti      |
|    | Italia (bandiera) | P     | Saul Santarelli    |
|    | Italia (bandiera) | D     | Alessandro Sbrizzo |
|    | Italia (bandiera) | C     | Marco Stella       |
|    | Italia (bandiera) | C     | Pasquale Suppa     |
|    | Italia (bandiera) | A     | Andrea Tacconelli  |
|    | Italia (bandiera) | C     | Ivan Tisci         |
|    | Italia (bandiera) | A     | Andrea Virgili     |
|    | Italia (bandiera) | D     | Gianluca Zanetti   |

## Risultati

### Serie C1

#### Girone di andata
| Arbitro: | Brighi (Cesena) |

|                               |           |  |
| Tacconelli 12’ Croce 81’, 82’ | Marcatori |  |

| Arbitro: | De Marco (Chiavari) |

|                |           |  |
| Zaccagnini 79’ | Marcatori |  |

| Arbitro: | Bergonzi (Genova) |

|                                                |           |  |
| Puccinelli 45+2’ Suppa 74’ Tacconelli 83’, 85’ | Marcatori |  |

| Arbitro: | Squillace (Catanzaro) |

|  |           |                                       |
|  | Marcatori | 50’ Fanesi 72’ Palladini 90+2’ Artico |

| Arbitro: | Girardi (San Donà di Piave) |

|            |           |                         |
| Fanesi 45’ | Marcatori | 43’ Fini 73’ Kanyengele |

| Viterbo 7 ottobre 2001 6ª giornata | Viterbese       | 0 – 0 | Pescara | Stadio Enrico Rocchi (2000 spett.)\| Arbitro: \| Brighi (Cesena) \| |
| Arbitro:                           | Brighi (Cesena) |       |         |                                                                     |

| Arbitro: | Romeo (Verona) |

|  |           |                    |
|  | Marcatori | 57’, 73’ Palladini |

| Pescara 21 ottobre 2001 8ª giornata | Pescara           | 0 – 0 | Giulianova | Stadio Adriatico (6519 spett.)\| Arbitro: \| Belloli (Bergamo) \| |
| Arbitro:                            | Belloli (Bergamo) |       |            |                                                                   |

| Arbitro: | Carlucci (Macerata) |

|                          |           |                            |
| Belmonte 37’ Barbera 48’ | Marcatori | 26’ Palladini 90+1’ Artico |

| Arbitro: | Brighi (Cesena) |

|                |           |  |
| Tisci 66’, 89’ | Marcatori |  |

| Pescara 11 novembre 2001 11ª giornata | Pescara         | 0 – 0 | Sora | Stadio Adriatico (2817 spett.)\| Arbitro: \| Banti (Livorno) \| |
| Arbitro:                              | Banti (Livorno) |       |      |                                                                 |

| Arbitro: | M. Mazzoleni (Bergamo) |

|             |           |           |
| Ranalli 35’ | Marcatori | 21’ Tisci |

| Arbitro: | Ponzalli (Firenze) |

|  |           |                        |
|  | Marcatori | 18’ Ignoffo 90+4’ Elia |

| Arbitro: | De Marco (Chiavari) |

|  |           |            |
|  | Marcatori | 36’ Fanesi |

| Arbitro: | Giannoccaro (Lecce) |

|                           |           |  |
| Puccinelli 17’ Fanesi 58’ | Marcatori |  |

| Arbitro: | Ferraro (Crotone) |

|             |           |                |
| Mazzoli 89’ | Marcatori | 28’ Antonaccio |

| Arbitro: | Mariuzzo (Venezia) |

|                |           |  |
| Antonaccio 20’ | Marcatori |  |

#### Girone di ritorno
| Arbitro: | De Marco (Chiavari) |

|                            |           |            |
| Manca 19’ Di Salvatore 71’ | Marcatori | 40’ Artico |

| Arbitro: | Bergonzi (Genova) |

|             |           |               |
| Di Fabio 4’ | Marcatori | 6’ Biancolino |

| Arbitro: | Brighi (Cesena) |

|               |           |             |
| Di Corcia 57’ | Marcatori | 44’ Sbrizzo |

| Arbitro: | Crugliano (Crotone) |

|                             |           |  |
| Palladini 9’, 51’ Tisci 30’ | Marcatori |  |

| Catania 3 febbraio 2002 22ª giornata | Catania        | 0 – 0 | Pescara | Stadio Angelo Massimino (14669 spett.)\| Arbitro: \| Romeo (Verona) \| |
| Arbitro:                             | Romeo (Verona) |       |         |                                                                        |

| Arbitro: | Rocchi (Firenze) |

|  |           |                              |
|  | Marcatori | 18’ Martinetti 89’ L. Vitali |

| Arbitro: | P.C. Rossi (Forlì) |

|               |           |  |
| Zanetti 90+3’ | Marcatori |  |

| Arbitro: | Bergonzi (Genova) |

|                 |           |                          |
| Elia 48’, 90+4’ | Marcatori | 53’ F. Marino 65’ Fanesi |

| Arbitro: | Lops (Torino) |

|                                        |           |                             |
| F. Marino 7’, 12’, 16’, 46’ Fanesi 41’ | Marcatori | 40’ Capezzuto 79’ Del Prete |

| Arbitro: | Girardi (San Donà di Piave) |

|                                            |           |                          |
| Di Venanzio 3’ Montesanto 23’ Biancone 49’ | Marcatori | 41’ Palladini 44’ Fanesi |

| Arbitro: | Ioseffi (Siena) |

|  |           |            |
|  | Marcatori | 61’ Artico |

| Arbitro: | Giannoccaro (Lecce) |

|                      |           |             |
| Fanesi 20’ Suppa 32’ | Marcatori | 27’ Ranalli |

| Avellino 7 aprile 2002 30ª giornata | Avellino           | 0 – 0 | Pescara | Stadio Partenio-Adriano Lombardi (3417 spett.)\| Arbitro: \| Brunialti (Trento) \| |
| Arbitro:                            | Brunialti (Trento) |       |         |                                                                                    |

| Arbitro: | Tonolini (Milano) |

|                   |           |                         |
| Riganò 75’ (aut.) | Marcatori | 78’ Riganò 86’ Andriani |

| Castel di Sangro 21 aprile 2002 32ª giornata | Castel di Sangro   | 0 – 0 | Pescara | Stadio Teofilo Patini (1082 spett.)\| Arbitro: \| Mariuzzo (Venezia) \| |
| Arbitro:                                     | Mariuzzo (Venezia) |       |         |                                                                         |

| Arbitro: | Squillace (Catanzaro) |

|                            |           |                            |
| Di Fabio 20’ Palladini 30’ | Marcatori | 7’ Mazzoli 35’, 52’ Borneo |

| Arbitro: | Giachero (Pinerolo) |

|                 |           |            |
| Nicoletto 90+2’ | Marcatori | 51’ Fanesi |

### Play off

#### Semifiniali
| Arbitro: | Carlucci (Molfetta) |

|           |           |  |
| Suppa 79’ | Marcatori |  |

| Arbitro: | Bergonzi (Genova) |

|               |           |  |
| Cicconi 45+2’ | Marcatori |  |

### Coppa Italia

#### Girone 6
| Arbitro: | Morganti (Ascoli Piceno) |

|  |           |                                 |
|  | Marcatori | 51’ Sullo 55’ Godeas 63’ Milana |

| Arbitro: | Castellani (Verona) |

|                               |           |            |
| Chianese 29’, 79’ Schwoch 63’ | Marcatori | 78’ Fanesi |

| Arbitro: | Dattilo (Locri) |

|               |           |                          |
| Panarelli 75’ | Marcatori | 10’ Tisci 21’ Tacconelli |

### Coppa Italia di Serie C

#### Sedicesimi di finale
| Arbitro: | Nicoletti (Macerata) |

|                |           |  |
| Tacconelli 22’ | Marcatori |  |

| Arbitro: | Squillace (Catanzaro) |

|  |           |              |
|  | Marcatori | 81’ Ruscitti |

#### Ottavi di finale
| Arbitro: | Lambertini (Bologna) |

|                   |           |  |
| Artico 60’ (rig.) | Marcatori |  |

| Arbitro: | Bergonzi (Genova) |

|  |           |            |
|  | Marcatori | 10’ Artico |

#### Quarti di finale
| Arbitro: | Liberti (Genova) |

|                                |           |  |
| Saverino 8’ (rig.) Martino 73’ | Marcatori |  |

| Arbitro: | Lambertini (Bologna) |

|                         |           |                |
| Tisci 69’ (rig.), 90+1’ | Marcatori | 79’ Scichilone |